# 迪奥奈
迪奥奈（法語：Dionay，法語發音：[djɔnɛ]）是法国伊泽尔省的一个旧市镇，属于格勒诺布尔区。2015年12月31日，迪奥奈与市镇圣安托万拉拜合并为新的圣安托万拉拜。

## 地理
迪奥奈（45°12'11"N, 5°13'11"E）面积14.01 平方千米，位于法国奥弗涅-罗讷-阿尔卑斯大区伊泽尔省，该省份为法国东南部内陆省份，北起顺时针与安省、萨瓦省、上阿尔卑斯省、德龙省、阿尔代什省、卢瓦尔省和罗讷省。
与迪奥奈接壤的市镇（或旧市镇、城区）包括：蒙里戈、圣博内-德瓦尔克莱里约、贝桑、鲁瓦邦、圣安托万拉拜、圣阿波利纳尔。

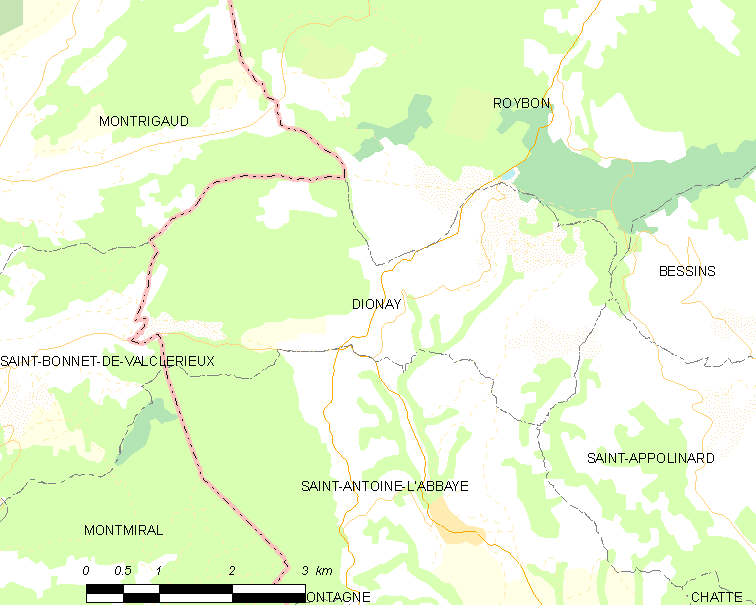
迪奥奈的OSM定位图

迪奥奈的时区为UTC+01:00、UTC+02:00（夏令时）。

## 行政
迪奥奈的邮政编码为38160，INSEE市镇编码为38145。

## 政治
迪奥奈所属的省级选区为南格雷西沃当县。

## 人口

1962-2008年间迪奥奈人口变化图示

迪奥奈于2018年1月1日时的人口数量为114人。